# Hans-Jürgen Greil
Hans-Jürgen Greil é um desportista alemão que competiu para a RFA no ciclismo na modalidade de pista, especialista na prova de tandem.
Ganhou duas medalhas no Campeonato Mundial de Ciclismo em Pista, ouro em 1984 e prata em 1988.

## Medalheiro internacional
| Campeonato Mundial | Campeonato Mundial   | Campeonato Mundial | Campeonato Mundial |
| Ano                | Lugar                | Medalha            | Competição         |
| ------------------ | -------------------- | ------------------ | ------------------ |
| 1984               | Barcelona ( Espanha) | Medalha de ouro    | Tandem (A)         |
| 1988               | Gante ( Bélgica)     | Medalha de prata   | Tandem (A)         |